# Andrzej Mogielnicki
Andrzej Mogielnicki (ur. 15 grudnia 1948 w Warszawie) – polski autor tekstów piosenek i producent. Członek Akademii Fonograficznej Związku Producentów Audio-Video (ZPAV).

## Życiorys
Ukończył prawo na Uniwersytecie Warszawskim. W czasie studiów był opiekunem literackim sceny rockowej klubu studenckiego Medyk w Warszawie. Jako autor związany był z grupą System. Najbardziej znany jest ze współpracy z Budką Suflera oraz z zespołem Lady Pank, którego jest także współzałożycielem (1982). Napisał także teksty do piosenek z repertuaru innych wykonawców. Współpracował m.in. z: Izabelą Trojanowską, Anną Jantar, Ireną Jarocką, Mafią, Dwa Plus Jeden, Markowski & Sygitowicz i Anną Wyszkoni.
W latach 70. publikował opowiadania i teksty satyryczne w „Szpilkach”, „Politechniku” i „Nowym Wyrazie”.
W 1984 ożenił się z Urszulą Ossowską. Od 2009 mieszka na stałe w Dominikanie.
W 2015 wydał książkę pt. „Kryzysowa narzeczona”, której tytuł nawiązuje do jednego ze współtworzonych przez niego przebojów Lady Pank.

## Wybrane utwory
- „Co się stało z Magdą K.” (Zbigniew Hołdys)[1]
- „Twoje radio”, „Cisza jak ta”, „V bieg”, „Tyle z tego masz”, „Takie tango”, „Bal wszystkich świętych”, „Nie wierz nigdy kobiecie”, „Nowa Wieża Babel”, „Świat od zaraz” (Budka Suflera)
- „Brylanty”, „Tyle samo prawd ile kłamstw”, „Wszystko czego dziś chcę”, „Pieśń o cegle” (Izabela Trojanowska)
- „Tańcz, głupia, tańcz”, „Mniej niż zero”, „Kryzysowa narzeczona”, „Zamki na piasku”, „Wciąż bardziej obcy”, „Vademecum skauta”, „A to ohyda”, „Sztuka latania”, „7-me niebo nienawiści”, „Stacja Warszawa”, „Strach się bać”, „Dobra konstelacja”, „Fabryka małp”, „Wspinaczka, czyli historia pewnej rewolucji”, (Lady Pank)
- „Nic nie może wiecznie trwać”, „Układ z życiem” (Anna Jantar)
- „Iść w stronę słońca”, „Z popiołu i wosku”, „Wielki mały człowiek”, „Taksówka nr 5”, „Requiem (dla samej siebie)”, „Romanse za grosz”, „Obłędu chce”, „Kalkuta nocą”, „XXI wiek” (Dwa Plus Jeden)
- „Małe tęsknoty”, „Nie ma już nic na bis” (Krystyna Prońko)
- „Było minęło” (Harlem)
- „Będzie co ma być” (Zdzisława Sośnicka)
- „Twoja Lorelei” (Kapitan Nemo)
- „Pogadajmy o uczuciach” (Planeta)[8]
- „Przebudzanka” (Perfect)[9]
- „Księżyc nad Juratą” (Anna Wyszkoni)

## Filmografia
- Historia polskiego rocka (2008, film dokumentalny, reżyseria: Leszek Gnoiński, Wojciech Słota)
- Beats of Freedom – Zew wolności (2009, film dokumentalny, reżyseria: Leszek Gnoiński, Wojciech Słota)

## Twórczość literacka
- Andrzej Mogielnicki: Kryzysowa narzeczona. Warszawa: Wydawnictwo Szelest, 2015. ISBN 978-83-65381-02-6. Brak numerów stron w książce[10].
- Andrzej Mogielnicki: Regnum (powieść). Warszawa, Wydawnictwo Poligraf, 2021.

## Odznaczeni i nagrody
- Honorowa Oznaka Stowarzyszenia Autorów ZAiKS (2009)[11]
- Medal Stowarzyszenia Autorów ZAiKS (2013)[11]
- Nagroda 100-lecia ZAiKS-u (2018)[11]